# گزاره (دستور زبان)
گُزارِه در دستور زبان فارسی،  خبری است که دربارهٔ نهاد است. هر جمله را می‌توان به دو بخشِ نهاد و گزاره تقسیم کرد. گزاره حداقل یک فعل دارد که هستهٔ جمله می‌باشد. هر فعل یک شناسه دارد که همانند نهاد، شخص فعل را مشخص می‌کند.

## تعریف‌های گزاره

### تعریف گزاره دردستور زبانسنتی
یک گزاره یکی از دو جزء اصلی جمله است. (جزء دیگر نهاد است و گزاره نهاد را اصلاح می‌کند).
- مثال: برای جمله ساده «کامران [زردپوست است]»، «کامران» به صورت نهاد عمل می‌کند، و «زردپوست است» به صورت گزاره عمل می‌کند. در اینجا گزاره یک توصیف پسین است که سرگروه آن یک فعل است.‌[۲]

### تعریف گزاره درمعناشناسیمعاصر
یک گزاره یک عبارت است که می‌تواند درباره چیزی درست باشد. این مفهوم، خیلی به مفهوم گزاره در منطق صوری نزدیک است، در منطق صوری یک گزاره می‌تواند شامل عبارات بیشتری از دستور سنتی باشد، برای مثال اسم‌ها و چند نوع صفت.
- بنابراین، عبارات «زردپوست است» یا «کلم بروکلی دوست دارد» به ترتیب، درباره اشیایی که زرد اند یا بروکلی دوست دارند، درست اند.[۲]